# Rede Clube Brasil
A Rede Clube AM Brasil foi uma rede de rádios AM brasileira sediada em Brasília, Distrito Federal. Foi criada em 2008, para unir as emissoras de rádio AM dos Diários Associados em uma rede nacional. Porém, em 2012, essa Rede encerrou suas transmissões com a venda, por parte dos Diários Associados, das emissoras sediadas no Nordeste. Nesta mesma época, a cabeça-de-rede, Rádio Clube AM de Brasília, passou a retransmitir a programação da Clube FM.

## Emissoras

### Rádio Clube AM
A rede de emissoras em rádio AM era encabeçada pela extinta Rádio Clube de Brasília, e mesclava uma programação de entretenimento, jornalismo e esportes. Faziam parte da rede as seguintes emissoras:
| Emissora    | Cidade, UF                 | Frequência |
| ----------- | -------------------------- | ---------- |
| Rádio Clube | Brasília, Distrito Federal | 890 kHz    |
| Rádio Clube | Recife, Pernambuco         | 720 kHz    |
| Rádio Clube | Natal, Rio Grande do Norte | 1270 kHz   |
| Rádio Clube | Fortaleza, Ceará           | 1200 kHz   |
| Rádio Clube | Campina Grande, Paraíba    | 1350 kHz   |

### Clube FM
A rede de emissoras em rádio FM não tinha uma cabeça-de-rede, de modo que todas as emissoras operavam de forma independente com programas sobre entretenimento e música. Faziam parte da rede as seguintes emissoras:
| Emissora | Cidade, UF                 | Frequência |
| -------- | -------------------------- | ---------- |
| Clube FM | Brasília, Distrito Federal | 105,5 MHz  |
| Clube FM | Recife, Pernambuco         | 99,1 MHz   |
| Clube FM | João Pessoa, Paraíba       | 103,3 MHz  |